# 위르겐 클린스만

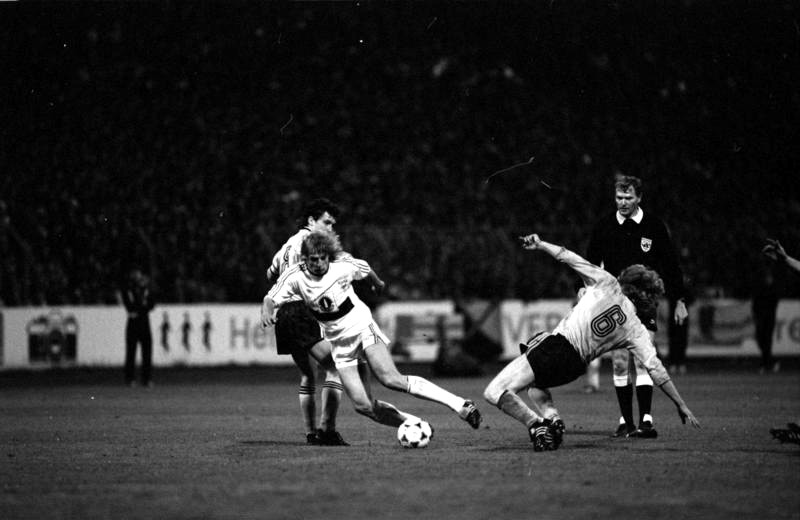
VfB 슈투트가르트의 클린스만 (중앙) 이 디나모 드레스덴을 UEFA 컵 1988-89의 준결승에서 상대하고 있다.

위르겐 클린스만(독일어: Jürgen Klinsmann, 독일어 발음: [ˈjʏʁɡn̩ ˈklɪnsman], 1964년 7월 30일~)은 독일의 축구인이다. 선수 시절 스트라이커로 활동했으며 1995년 FIFA 올해의 선수 3위, 2004년 FIFA 100, 2016년 독일 축구 국가대표팀의 5번째 명예 주장에 선정되었다.
1981년 슈투트가르터 키커스에서 프로 경력을 시작해 VfB 슈투트가르트, FC 인테르나치오날레 밀라노, AS 모나코, 토트넘 홋스퍼 FC, FC 바이에른 뮌헨 등의 구단들에서 활동했다. 그는 서독 연령별 대표팀을 거쳐 1987년 서독 축구 국가대표팀에 데뷔했고 1988년 서독 올림픽 축구 국가대표팀에 합류해 1988년 하계 올림픽 축구 동메달을, 1990년 FIFA 월드컵에 참가해 월드컵 우승을 달성했다. 클린스만은 독일 재통일 이후 독일 국가대표로 활동하며 1994년 FIFA 월드컵, 1998년 FIFA 월드컵 등에 참가했고 UEFA 유로 1996 우승을 달성했다. 그는 UEFA 유로 1988부터 1998년 FIFA 월드컵까지 참가한 6개의 주요 축구 국제 대회에서 모두 득점을 기록했다.
선수 경력을 마감한 후 클린스만은 2004년 독일 축구 국가대표팀의 감독으로 선임되며 축구 지도자 경력을 시작했다. 그는 2005년 FIFA 컨페더레이션스컵 3위, 2006년 FIFA 월드컵 3위의 성적을 거두었고 2006년 7월 12일 독일 대표팀 감독직에서 사임했다. 이후 2008년 7월 오트마어 히츠펠트의 뒤를 이어 FC 바이에른 뮌헨의 감독이 되었고 2009년 4월 27일 성적 부진으로 경질되었다. 2011년 7월 29일 밥 브래들리 감독의 뒤를 이어 미국 축구 국가대표팀의 감독이 되었고 2013년 CONCACAF 골드컵 우승을 달성했다. 2016년 미국 대표팀 감독직에서 경질되었고 2019년 11월 헤르타 BSC의 감독으로 임명되었으나 10주 후 감독직 사임을 발표했다. 2023년 3월 대한민국 축구 국가대표팀의 감독으로 임명되었고 2023년 AFC 아시안컵 준결승전 탈락이라는 성적과 대표팀 선수단 관리 실패의 책임을 물어 2024년 2월 대한민국 대표팀 감독직에서 경질되었다.
클린스만은 지도자 외에 축구 해설가로도 활동하고 있으며 2022년 FIFA 월드컵 당시 BBC 스포츠의 해설위원으로 활동했다. 그는 1982년에 제빵사 견습직을 수행했고 4개국에서 아동 자선 활동을 하고 있으며 헬리콥터 운전 면허를 소유하고 있다.

## 구단 경력

### 유소년팀 (1972-1981)
클린스만은 제과점 주인 지크프리트 클린스만 (Siegfried Klinsmann, † 2005) 과 그의 아내 마르타 사이에서 난 네 명의 아들 중 한 명이었다. 그는 8세가 된 뒤 깅엔 안 데어 필스를 연고로 하는 깅엔에 입단하였다. 6달 후, 그는 새 클럽 소속으로 단 한 경기에서 16득점을 올렸다. 그는 10세가 되자 가이슬링엔으로 이적하였다. 클린스만은 그로부터 4년 뒤, 가족 전체가 슈투트가르트로 제과점을 옮겼다. 바덴뷔르템베르크주의 중심 슈투트가르트로 가족이 이사를 한 뒤에도, 클린스만은 뷔르템베르크 대표가 눈도장을 찍었음에도 불구하고 가이슬링엔에서 활약하였다. 16세의 클린스만은 슈투트가르터 키커스와 계약을 맺고 2년 후에는 프로 계약도 체결하였다. 그의 부모는 가족의 가업인 제빵사로서의 자격을 우선적으로 원하였고, 그에 따라 클린스만은 제빵사 자격증을 1982년에 취득하였다.

### 슈투트가르터 키커스와 슈투트가르트 (1981-1989)
1978년에 슈투트가르터 키커스로 이적한 클린스만은, 1982년에 2 분데스리가에서 프로 데뷔를 하였다. 1982-83 시즌, 그는 짧은 시일 내에 주전이 되었고, 1983-84 시즌 말, 그는 키커스 소속으로 19골의 득점을 올렸다. 호어스트 부어츠 전 슈투트가르터 키커스 감독은 클린스만이 수차례의 스프린트 트레이닝을 호르스트 알만이라는 독일 최고의 스프린트 감독의 덕을 보았다고 하였다. 그는 새 시즌이 시작되기 전 100m 달리기를 11.7초에서 11초사이에 끊을 수 있도록 하였다.
1984년, 그는 분데스리가에 위치한 라이벌팀 슈투트가르트로 이적하였다. VfB 첫 시즌, 클린스만은 15골을 득점하여, 같은 시즌에 16골을 득점한 칼 알괴버에 이어 팀내 득점 2위를 기록하였다. 그는 특출한 득점력에도 불구하고, 팀이 리그를 10위로 마감하는 것을 막지 못하였다. 1985-86 시즌과 1986-87 시즌에, 클린스만은 각 시즌당 16골을 득점하였고, 전자의 시즌에는 팀을 DFB-포칼 결승에 올려놓았으나, 바이에른 뮌헨과의 결승에서 2-5로 패하였고, 클린스만은 이 경기의 마지막 골을 득점하였다.1987-88 시즌, 바이에른 뮌헨을 상대로 전설적인 오버헤드킥을 포함하여 19골을 득점한 그는 분데스리가 득점왕에 등극하였다. 1987년, 그는 브라질과의 친선경기에서 국가대표팀 데뷔를 하였고, 독일은 브라질과 1-1로 비겼다.
1988년, 클린스만은 24세의 나이로 독일 올해의 축구 선수에 등재하였다. 1988-89 시즌, 슈투트가르트는 UEFA 컵 결승에 진출하였으나 디에고 마라도나의 나폴리에 1-2, 3-3으로 패하였다. 이후 클린스만은 이탈리아의 인테르나치오날레로 이적하여 국가대표팀 동료 로타어 마테우스와 안드레아스 브레메를 만났다.

### 인테르나치오날레에서의 3년과 이탈리아에서의 월드컵 (1989-1992)
클린스만은 인테르나치오날레와 3년 계약을 체결하였다. 그는 조반니 트라파토니의 지나치게 수비적인 전술에도 불구하고, 당시 가장 경쟁력이 높은 리그에서 1989-90 시즌동안 13골을 득점하는데 성공하였다. 그는 이탈리아에서 당시 가장 인기있는 선수로, 이탈리아어를 빠르게 마스터하여, 팬들로부터 그의 외국어 능력으로 인해 존경을 받았다.
세리에 A에서 1989-90 시즌을 3위로 마친 뒤, 클린스만은 이탈리아에서 열린 1990년 FIFA 월드컵을 위해 차출되었다. 서독은 유고슬라비아, 콜롬비아, 아랍에미리트와 함께 D조에 편성되어 있었는데, 서독은 이 세팀과의 경기에서 10득점 3실점, 2승 1무로 수월하게 조별리그를 통과하였다. 서독의 16강 상대는 그들이 2년전에 홈에서 열린 UEFA 유로 1988에서 서독을 제물로 삼았던 네덜란드였다. 이 경기는 클린스만에게 있어서 가장 인상적인 국가대표팀 경기가 되었다. 루디 푈러가 22분에 퇴장당한 후, 클린스만은 혼자서 스트라이커 임무를 이행하였다. 그는 네덜란드 수비를 향해 질주하여 휘저었고, 후반전에 1-0 선제골을 득점하였다. 그다음날 독일 신문사인 쥐트도이체 차이퉁 (Süddeutsche Zeitung) 은 클린스만에 대해 "최근 10년간 독일 축구 협회 (DFB) 에서는 놀랍고, 완벽한 성과를 보인 공격수는 없었다" 라고 보도하였다. 이후 서독은 체코슬로바키아 (1-0) 와 잉글랜드 (1-1 a.e.t., 4-3 PSO)를 꺾고 결승에 올랐다. 결승에서 서독은 아르헨티나와 리턴매치를 하였다. 이 경기에서 클린스만은 페드로 몬손의 거친 태클을 받았다. 몬손은 클린스만을 태클한 뒤 퇴장당하였고, 아르헨티나는 10명으로 서독을 상대하였다.
그다음 시즌, 클린스만은 인테르 소속으로 UEFA 컵 우승을 거두었고, (로마에 합계 2-1로 우승) 전년도의 리그 성과를 계속 이어나가 14골을 득점하였다. 클린스만의 계약은 이에 따라 1994년까지 연장되었으나, 1991-92 시즌의 형편없는 성과는 계획을 바꾸도록 하였다. 인테르는 코라도 오리코 감독의 지도하에 무관으로 마치는 것은 물론 리그에서 8위를 기록하였고, 클린스만 본인은 7골에 그치며, 팀내에는 불화가 발생하였다. 이로써 클린스만은 1991-92 시즌 이후로는 더 이상 인테르 선수로 뛰지 않을 것을 밝혔다. 인테르에서의 형편없는 시즌으로 인해, 클린스만은 칼하인츠 리들레에게 독일 축구 국가대표팀 주전자리를 짧은 기간 동안 빼앗기기도 하였다. 루디 푈러가 팔골절 부상을 당하자 클린스만은 독립국가연합과의 UEFA 유로 1992 1차전에서 주전으로 출전하였다. 그는 대회가 진행될수록 기량을 회복하였으나, 독일은 결승전에서 덴마크에 충격적인 0-2 완패를 당하였다.

### 모나코 (1992-1994)
UEFA 유로 1992가 종료된 후, 클린스만은 모나코로 이적하였고, 첫 시즌에 팀을 리그 1 준우승으로 이끌었다. 마르세유의 뇌물수수 스캔들이 터지자, 마르세유가 가져갔던 타이틀을 획득하여 1992-93 시즌의 실질 우승 팀이 되었고, 그에 따라 모나코는 UEFA 챔피언스리그 1993-94에 참가할 수 있게 되었다. 모나코는 이 시즌의 우승 팀 밀란에 패하기 전까지 준결승에 올라갔다. 1993-94 시즌, 모나코는 리그를 9위로 시즌을 마감하였고, 클린스만은 인대 파열로 2달간 결장하였으며, 팀의 원톱은 팀동료의 행위에 비난하였다. 1994년, 그는 1년의 계약기간이 남는 상황에서 조기에 팀을 떠났다. 1994년 FIFA 월드컵에서 독일은 불가리아에 패해 8강에서 탈락하였음에도 불구하고, 클린스만은 대회에서 5골을 득점하여 독일 올해의 축구 선수상을 받는 등, 나름의 성공을 거두었다.

### 토트넘 홋스퍼 (1994-1996)
놀랍게도 1994-95 시즌, 클린스만은 프리미어리그의 토트넘 홋스퍼로 이적하였다. 당시 잉글랜드 내의 팬들과 언론들은 1990년 FIFA 월드컵 준결승전에서 서독이 잉글랜드를 밀어낸 것으로 인해, 독일에 대해 민감하게 생각하였다. 클린스만은 잉글랜드전에서 한 행위로 인해 다이버라는 오명을 뒤집어 씌웠다. 1994년 7월 토트넘은 프랑스의 모나코에서 £2M의 가격에 클린스만을 영입하였다. 클린스만은 셰필드 웬즈데이와의 프리미어리그 데뷔전에서 헤딩으로 득점하였고, 피치에 다이빙하는 우스꽝스러운 골세레모니를 펼쳤다. 셰필드와의 경기 이후, 한때 "왜 내가 클린스만을 싫어하는가"를 썼던 한 가디언의 기자가 그로부터 2달 후에 "내가 왜 클린스만이 좋은가"를 또다시 작성하였다. 클린스만은 이후 1995년 축구 작가 협회 올해의 축구 선수상을 받았다. 그의 유머 감각은 물론, 그의 운동신경과 저돌적인 플레이스타일로 인해, 잉글랜드에서의 인기가 급상승하였다. 1994-95 시즌, 150,000벌 이상의 클린스만 유니폼이 판매되었다. 클린스만은 현재 토트넘에서 레전드 대우를 받으며, 마담 투소 밀랍인형 박물관에도 그의 조각상이 있다.
1994-95 시즌, 그는 스퍼스 소속으로 리그에서 20골을 득점하였고, 모든 대회를 합하여 29골을 득점하였다. 그 29골중 한골은 리버풀와의 FA컵 8강전 막판 결승골이었다. 그는 준결승전에서도 득점하였으나, 에버턴와의 이 경기에서 1-4 대패를 당하여 결승행이 무산되었다.

### 선수 말년 (1995-1998, 2003)
그는 이후 바이에른 뮌헨으로 이적하여 1995-96 시즌과 1996-97 시즌을 보냈다. 그 두시즌간 클린스만은 팀내 득점 1위를 달렸으며, 1995-96 시즌의 UEFA 컵에서 12경기 출전 15골이라는 득점기록을 경신하였다. (이 기록은 2010-11 시즌에 포르투 소속의 라다멜 팔카오가 17골로 경신하였다.) 1년 후, 그는 분데스리가 우승도 거두었다. 클린스만은 이후 짧은 기간 동안 이탈리아의 삼프도리아에 머물렀으나, 시즌 중반의 겨울에 토트넘 홋스퍼로 복귀하였다. 그는 토트넘에서의 2기인 1997-98 시즌, 6-2로 승리한 윔블던전에서 4골을 넣는 등의 맹활약을 펼치며 팀을 강등권에서 구제하였다. 그는 사우샘프턴와의 1997-98 시즌 마지막 경기에서 토트넘 소속으로의 마지막 프리미어리그 경기를 치루었다.
1998년 FIFA 월드컵 이후 현역 은퇴를 선언했으나, 화이트 하트 레인의 여전한 최고 인기선수가 되었다.
은퇴 후 독일을 떠나 미국 캘리포니아주의 제이 괴핑겐으로 이주했다. (제이 괴핑겐의 지명은 그의 출신지인 괴핑엔에서 이름을 땄다.) 클린스만은 미국 4부 축구 리그의 오렌지 카운티 블루 스타에 2003년 합류하였다. 39세의 이 공격수는 8경기에 출장하여 5골을 득점하였고, 팀의 플레이오프행을 도왔다.

## 국가대표팀 경력
1987년 서독 국가대표팀에 첫 소집되어 경기를 뛴 뒤 108번의 출전이라는 화려한 국가대표팀 경력을 쌓았고, 로타어 마테우스와 미로슬라프 클로제에 이어 가장 많은 국가대표팀 경기에 출장한 독일 선수가 되었다. 클린스만은 A매치 108경기에서 47번 득점하여 국가대표팀 경기에서 가장 득점력이 좋은 선수들 중 하나로 손꼽히며, 루디 푈러와 3위의 동률을 이루고, 미로슬라프 클로제 (70골) 와 게르트 뮐러 (68골) 에 이어 가장 많은 국가대항전 골을 득점한 독일 선수가 되었다.
클린스만은 서울 올림픽에 참가하여 축구 동메달을 획득하기도 하였다. 1988년, 1992년, 1996년 클린스만은 세 차례 UEFA 유럽 축구 선수권 대회에 참가하였고 세 번째 대회에서는 우승을 거두었다. 클린스만은 세차례의 다른 UEFA 유럽 축구 선수권 대회에서 득점한 최초의 선수가 되었고, 이후 블라디미르 슈미체르, 티에리 앙리, 누누 고메스도 이 업적을 달성하였다.
그는 1990년 FIFA 월드컵의 서독 우승 주역들 중 하나였으며 (이 대회에서 3골 득점), 1994년 FIFA 월드컵 (5골 득점), 1998년 FIFA 월드컵 (3골 득점) 에도 참가하였다. 그는 월드컵 3회 연속 3골이상을 득점한 최초의 선수로 기록되었고, 이 업적은 호나우두와 미로슬라프 클로제도 달성하였다. 그는 FIFA 월드컵에서 역대 득점 6위에 랭크되어 있으며, 14골을 득점한 미로슬라프 클로제와 게르트 뮐러에 이어 가장 많은 월드컵 득점을 기록한 독일 선수이다.
1994년 FIFA 월드컵을 통해 독일과 첫 맞대결을 벌인 대한민국이 의외의 선전을 한 것에 대해, 그는 "만약 그때 5분만 더 있었다면 우리가 졌을 것이다."라는 발언을 했다.

## 감독 경력
현역 은퇴 이후, 클린스만은 상업 활동을 시작하였다. 그는 미국의 스포츠 마케팅 부회장이 되었고, 로스앤젤레스 갤럭시의 일원으로 메이저 리그 사커의 발전을 도모하였다.

### 독일 축구 국가대표팀
2004년 7월 26일, 그는 그의 국가대표팀 동료 스트라이커의 국가대표팀 감독직 바통을 받기 위해 독일로 귀국하였다. 클린스만은 감독으로 있어 야심찬 프로그램을 시행에 옮겼다. 그는 동료 스트라이커였던 올리버 비어호프를 코칭스태프로 영입하여 공공의 관계를 개선시키려 노력하였고, 기존의 코칭방식으로부터 탈피하려 노력하였다. 더 나아가서, 그는 UEFA 유로 2004에서 실망스러운 모습을 보인 노쇠한 스쿼드를 갈아엎었고, 젊은 선수를 많이 차출시켰다. 2006년 FIFA 월드컵이 더욱 다가올수록, 클린스만은 독일 팬들과 언론들로부터 이탈리아에 1-4로 대패하는등 형편없는 성적에 대해 질타를 받았다. 클린스만은 미국에서 독일로 통근하는 것에 대해 비난이 되었고, 이는 빌트 (Bild) 지로부터 질타를 받도록 하였다. 클린스만은 전통적으로 빌트지가 독일 국가대표팀에 대한 독점적인 이권을 가져간 것에 대해 탈피하려 하였다. 빌트지는 기존에 경기전 선발 라인업 정보와 팀의 실시간 정보를 지니고 있었다. 그의 지나치게 공격적인 전술은 일부 수비축구를 무시한다는 평론가의 외면을 받았다. 그는 2006년 FIFA 월드컵 최종 엔트리에 주가 높은 선수가 아니라 실력에 따라 선발할 것이며, 젊은 스쿼드를 주력으로 채울 것이라 밝혔다.

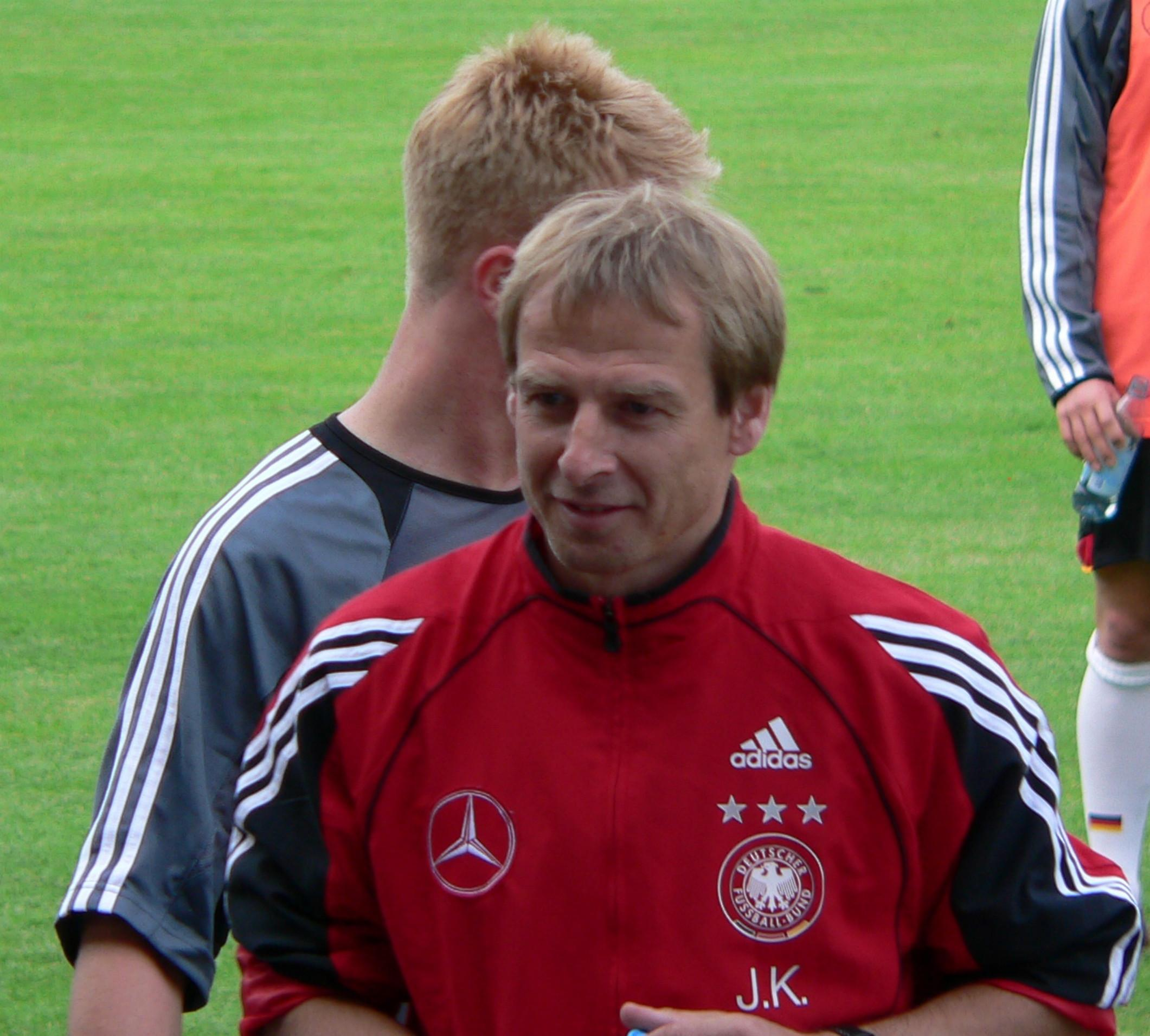
2005년 독일 국가대표팀 감독으로써의 클린스만

2005년 FIFA 컨페더레이션스컵에서, 그는 실력과는 무관하게 골키퍼를 로테이션으로 하였고, 그에 따라 바이에른 뮌헨의 주장이자 기존의 주전골키퍼인 올리버 칸의 비난을 샀다. 2006년 4월 7일, 클린스만은 최종적으로 칸을 벤치멤버로 내리고 아스널의 옌스 레만을 월드컵 기간 동안 주전골키퍼로 기용하기로 최종 결정하였다. 옌스 레만은 아스널을 이끌고 UEFA 챔피언스리그 2005-06의 결승전까지 올라가 바르셀로나와의 결승전에서 패하였는데, 그는 16강전에서 결승전에 퇴장하기까지 단 한골도 실점하지 않은 것이 요인이 되었다.
2006년 FIFA 월드컵, 클린스만 팀의 활약은 비평가를 침묵시켰다. 독일은 코스타리카, 폴란드, 에콰도르와의 A조 조별예선 세경기에서 모두 승리를 거두어 가뿐하게 16강에 올라갔다. 16강 상대는 스웨덴으로 독일은 전반전 2-0 리드를 잘 지켜 8강에 진출하였다. 독일은 8강에서 아르헨티나와 연장전까지 1-1의 팽팽한 동률을 지키다 승부차기에서 4-2 승리를 거두었다. 미로슬라프 클로제는 이 경기의 80분에 대회 5호골을 득점하여 1-0 리드를 가져갔던 아르헨티나의 준결승행을 무위로 만들었다.
7월 4일, 준결승전에서 독일은 이탈리아와 맞붙어 연장전 막판에 파비오 그로소와 알레산드로 델피에로의 골을 실점하여 0-2로 석패하였다. 경기 종료 후, 클린스만은 그라운드에 좌절한 선수들을 독려하였다. 이후, 독일은 3위 결정전에서 포르투갈에 옌스 레만을 대신하여 올리버 칸을 출전시켰고, 독일은 3-1로 포르투갈을 손쉽게 제압하였다. 이 날의 승리로 다음날 독일 국가대표팀은 베를린에서 대형 카퍼레이드를 벌였고, 클린스만은 국가적인 존경을 받았다.
이후 그를 강하게 비판하던 프란츠 베켄바워는 클린스만이 연임하기를 원하였다. 팬들 사이에서는 공격 축구와 팀정신으로부터 클린스만에 대대적인 지지를 하였다. 팀의 높은 성적은 독일을 다시 축구계 정상의 팀중 하나로 복귀시켰고 국가의 명예를 회복시켰다. 클린스만의 국가대표팀 감독으로써의 성공에 대해, 그는 연방 십자가 (Bundesverdienstkreuz)를 수여받았다. 그는 황제의 뜻을 가진 "카이저" (Kaiser) 로도 불리기 시작하였으며, 축구계의 거물중 하나로 부상하였다.
클린스만은 비록 월드컵에서의 성과로 지지를 얻었음에도 불구하고, 국가대표팀과 재계약을 하지 않았고, 2006년 7월 11일에 국가대표팀 감독직을 사임할 것임을 밝혔다. 그 다음날인 2006년 7월 12일, 클린스만의 결정이 독일 축구 협회 (DFB) 에 의해 공식 발표되었다. 클린스만의 사임 이후, 그의 수석코치였던 요아힘 뢰프는 국가대표팀 차기 감독이 되었다. 클린스만은 "나의 소원은 나의 가족과 함께하는 것이며, 그들과 일상으로 돌아가고 싶다... 2년간 엄청난 에너지를 쏟아부은 끝에, 나는 힘을 잃은 듯하고 더 계속할 수 없다고 생각한다." 라고 인터뷰하였다.

### 독일 국가대표팀 이후
독일 국가대표팀에서 사임한 후, 클린스만은 다수의 감독 제의를 받았다. 그는 2006년 FIFA 월드컵 이후 브루스 어리나를 경질하고 공석이 된 미국 국가대표팀 제의를 받았다. 그러나, 클린스만의 미국 축구 협회와의 협상에 실패하였고, 그 자리는 밥 브래들리에게 돌아갔다. 그는 2010년 FIFA 월드컵 이후에 또다시 미국의 제의를 받았으나, 또다시 협상에 실패하였다. 미국 축구 협회는 밥 브래들리와 4년 연장계약을 하지 않기로 결정하였다.
2007년 4월, 잉글랜드 언론지인 더선 (The Sun) 은 로만 아브라모비치 첼시 구단주가 클린스만을 후임으로 원한다고 보도하였다. 클린스만은 이 제의를 거절하였다. 클린스만은 토트넘 홋스퍼와 로스앤젤레스 갤럭시와도 링크되었으나, 두 자리는 각각 후안데 라모스와 루드 굴리트이 가져갔다. 클린스만은 이후 라파엘 베니테스가 나중에 이적할 것이라 생각하고 있는 리버풀의 제의를 받았다. 톰 힉스는 구단주는 라파엘 베니테스가 레알 마드리드나 인테르나치오날레로 이적할 때의 대안이라고 발언하였다. 프란츠 베켄바워는 스티브 매클래런이 2007년 11월에 경질당한 잉글랜드 국가대표팀의 감독직을 맡는 것이 이상적일 것이라고 주장하였으나, 그 자리는 파비오 카펠로가 가져갔다.

### 바이에른 뮌헨

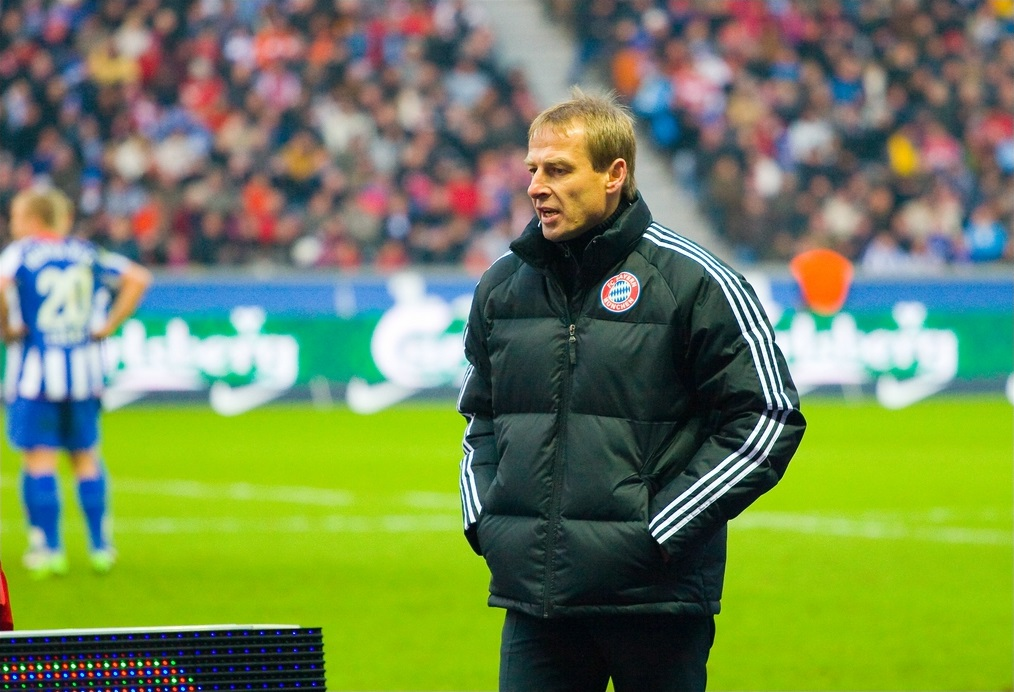
2009년, 바이에른 뮌헨 감독으로써의 클린스만

2008년 7월, 클린스만은 오트마어 히츠펠트의 뒤를 이어 바이에른 뮌헨의 감독이 되었다. 이로써 클린스만이 처음으로 클럽 감독을 맡았다. 그는 훈련 세션과 플레이스타일에 변경을 주었고, 마르틴 바스케스, 닉 테슬로프, 골키핑 코치 발터 융한스, 피트니스 코치 올리버 슈미틀라인, 토마스 빌헬미, 마르셀루 마르틴스, 달시 노르만, 그리고 스포츠 정신학자 필립 라욱스가 코칭스태프로 클린스만과 함께 바이에른에 들어갔다. 클린스만은 새 훈련방식을 활용하고, 바이에른 훈련장을 리모델링하였고, 그리고 분데스리가와 UEFA 챔피언스리그를 위한 팀정신을 다듬었다. 그의 지도 하에 바이에른은 UEFA 챔피언스리그 2008-09의 8강에 올랐으나, 이 시즌의 우승 팀인 바르셀로나에 패해 탈락하였다.
바이에른은 2008-09 시즌의 챔피언스리그에 6승 3무 1패를 기록하였다. 분데스리가에서 바이에른은 5번의 리그 경기를 남겨놓은 가운데 1위와 3점차로 뒤쳐져 있었고, 클린스만은 클럽 보드진과의 마찰로 경질되었다. 클린스만의 지휘 하에 바이에른은 2008-09 시즌의 분데스리가에서 16승 6무 7패를 기록하였다. 클린스만은 바이에른 뮌헨의 감독으로 활동하면서 보드진들과 충돌했고 이러한 갈등은 클린스만의 경질에 일부 관여했다.
클린스만의 바이에른 임기에 대해, 필리프 람 현 독일 국가대표팀 주장은 그의 자서전 은밀한 차이 (Der feine Unterschied) 에 클린스만이 전술은 없고 피트니스에만 관심을 가졌다고 비난하였다. "전술에 대해서는 상세한 정보를 주지 않았다. 우리 선수들은 우리가 어떻게 전술을 구사할지 토론하여야만 했다."라고 자서전에 쓰여 있었다. 람은 그가 자서전에 쓴 것에 대해 나중에 팬들에게 사과하여야만 했다.

### 미국 축구 국가대표팀

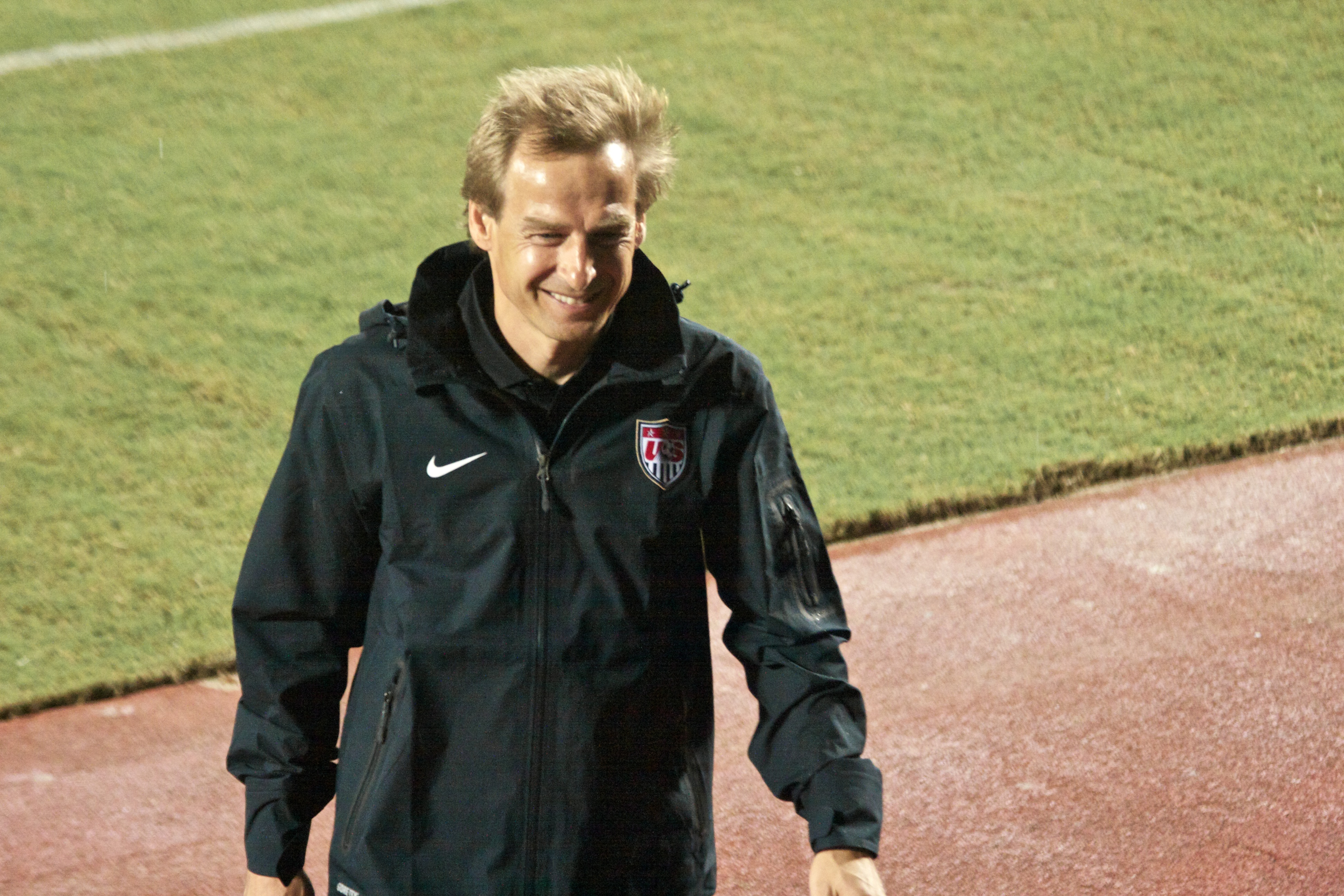
미국 국가대표팀의 클린스만

2011년 7월 29일, 클린스만은 미국 축구 국가대표팀의 새 사령탑으로 선정되면서 미국의 제 35대 국가대표팀 감독이 되었다.
그는 미국 감독 취임 후, 처음 치른 6경기 중 4경기에서 패하였고, 1경기에서 승리, 1경기에서 무승부를 거두었다. 클린스만의 미국은 2011년을 월드컵 조별 리그에서 만났던 슬로베니아와의 리턴 매치에서 승리하면서 끝냈다. 미국 국가대표팀 감독으로의 참담한 시작으로 인해, 클린스만은 또다시 만족스럽지 못한 성적을 안긴 그의 결정과 전술에 대해 비판의 대상이 되었다.
2012년 2월 29일, 미국 국가대표팀은 이탈리아와의 친선경기에서 역사적인 1-0 승리를 기록하였다. 이 승리는 FIFA 월드컵의 4회 챔피언을 상대로 한 첫 승리로, 1934년부터 10경기동안 지속된 이탈리아전 무승 기록에 종지부를 찍었다. 미국은 제노아의 스타디오 루이지 페라리스에서 열린 이탈리아 국가대표팀의 20경기 무패 행진에 마침표를 찍게 하였다. 2012년 8월 15일, 클린스만은 에스타디오 아스테카에서 오랜 역사의 라이벌 멕시코를 상대로 역사적인 1-0 승리를 쟁취하였는데, 이 승리는 미국의 멕시코 원정 첫 승리였다. 2012년, 클린스만의 미국 국가대표팀은 역사상 최고 승률을 기록하였다.
2013년, 클린스만의 미국 대표팀은 에스타디오 아스테카에서 6팀이 치르는 월드컵 3차 예선전에 임하였고, 미국은 멕시코와 0-0으로 비기면서 이곳에서 역사상 두 번째로 승점을 챙겼다. 2013년 6월 2일, 미국은 독일과 100주년 경기를 치르었는데, 클린스만은 4-3 승리로 이끌며, 미국이 2009년 FIFA 컨페더레이션스컵에서 스페인을 이긴 이래 처음으로 상위 두 팀을 상대로 승리를 챙겼다. 7월 28일, 클린스만은 CONCACAF 골드컵 결승전에서 파나마를 1-0으로 꺾고 미국의 5번째 우승을 이끌어냈다. 2013년 9월 10일, 멕시코전에서의 2-0 승리로, 미국은 브라질에서 열리는 2014년 FIFA 월드컵 본선행을 확정지었다.
2013년 12월 12일, 클린스만은 미국 축구 협회와의 연장 계약을 체결하며 2018년까지 미국 축구 국가대표팀을 맡게 되었다.
2014년 5월, 클린스만은 2014년 FIFA 월드컵 최종 엔트리에서 랜던 도너번을 탈락시키며 비판의 대상이 되었다. 클린스만은 이 결정에 대해 "감독직을 시작한 이래 [자신의] 가장 어려운 결정" 이었다고 묘사하였으나, 다른 선수를 "[도너번보다] 약간 우위"로 보았을 수도 있었다.
6월 16일, 클린스만의 미국 국가대표팀은 브라질에서 열린 2014년 FIFA 월드컵의 첫 경기인 가나전에서 2-1로 이겼다. 가나는 이전의 두 차례 월드컵에서 미국에 패배를 안겼었다. 6월 22일, 포르투갈과의 2차전에서 미국은 2-1로 막판까지 리드를 잡았으나, 통한의 실점으로 2-2 무승부를 거두었다. 6월 26일, 미국은 독일과의 최종전에서 0-1로 패하였으나, 16강 진출에 성공하였다.
그후 벨기에와의 16강전에서 전후반 90분동안 0:0으로 비겼고, 연장 혈투 끝에 2:1로 석패했다. 이경기에서 골키퍼 하워드는 엄청난 선방을 보여줬다.
그러나 브라질 월드컵 이후 골드컵 및 2018 러시아 월드컵 최종예선에서의 성적 부진으로 해고되었다.

### 헤르타 BSC
2019년 11월 27일, 클린스만은 안테 초비치의 후임으로 헤르타 BSC의 새로운 감독으로 선임되었다.
2020년 2월 11일, 그는 페이스북을 통해 단 10주 만에 감독직에서 물러나겠다고 발표했다. 그는 헤르타 이사회 임원직에 남겠다는 의사를 밝혔지만, 헤르타의 투자자 랄스 빈트호르스트가 그의 퇴진 방식이 "용납할 수 없다"며 공개적으로 비판하면서 결국 이사회 임원직에 남지 못했다.

### 대한민국 축구 국가대표팀

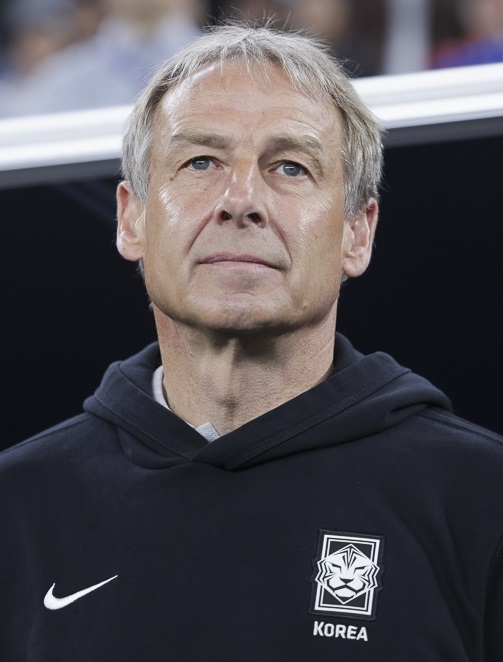
2023 AFC 아시안컵에서의 클린스만 (2024년)

2023년 2월 27일, 2번째 원정 월드컵 16강 진출을 이룬 파울루 벤투 감독의 후임으로 대한민국 축구 국가대표팀의 신임 감독으로 선임되었다.
그는 부임 이후에 5경기동안 승리를 하지 못하면서 한국 대표팀의 역대 최장기간 무승기록을 만들었으나, 이후 사우디아라비아와의  친선경기에서 1대0으로 이기며 첫 승리를 일궈냈다. 이후 13경기 무패행진을 기록하였다.
2024년에 열린 2023 AFC 아시안컵에서는 한국 대표팀을 이끌고 준결승에 진출하였으나 요르단에 0-2로 참패를 당하였다.
2024년 2월 16일 오후 2시 30분 정몽규 축구협회장이 요르단전 참패의 책임을 물어 직접 경질을 발표했다.

## 경력 통계

### 클럽 기록
| 클럽 경력 | 클럽 경력           | 클럽 경력    | 리그 | 리그 | 컵             | 컵             | 리그컵          | 리그컵          | 클럽대항전 | 클럽대항전 | 합계 | 합계 |
| 시즌      | 클럽                | 리그         | 출장 | 골   | 출장           | 골             | 출장            | 골              | 출장       | 골         | 출장 | 골   |
| 독일      | 독일                | 독일         | 리그 | 리그 | DFB-포칼       | DFB-포칼       | DFB-리가포칼    | DFB-리가포칼    | 유럽대항전 | 유럽대항전 | 합계 | 합계 |
| --------- | ------------------- | ------------ | ---- | ---- | -------------- | -------------- | --------------- | --------------- | ---------- | ---------- | ---- | ---- |
| 1981–82   | 슈투트가르터 키커스 | 2 분데스리가 | 6    | 1    |                |                |                 |                 |            |            |      |      |
| 1982–83   | 슈투트가르터 키커스 | 2 분데스리가 | 20   | 2    |                |                |                 |                 |            |            |      |      |
| 1983–84   | 슈투트가르터 키커스 | 2 분데스리가 | 35   | 19   |                |                |                 |                 |            |            |      |      |
| 1984–85   | 슈투트가르트        | 분데스리가   | 32   | 15   |                |                |                 |                 | 2          | 0          |      |      |
| 1985–86   | 슈투트가르트        | 분데스리가   | 33   | 16   |                |                |                 |                 |            |            |      |      |
| 1986–87   | 슈투트가르트        | 분데스리가   | 32   | 16   |                |                |                 |                 | 4          | 1          |      |      |
| 1987–88   | 슈투트가르트        | 분데스리가   | 34   | 19   |                |                |                 |                 |            |            |      |      |
| 1988–89   | 슈투트가르트        | 분데스리가   | 25   | 13   |                |                |                 |                 | 8          | 4          |      |      |
| 이탈리아  | 이탈리아            | 이탈리아     | 리그 | 리그 | 코파 이탈리아  | 코파 이탈리아  | 리그컵          | 리그컵          | 유럽대항전 | 유럽대항전 | 합계 | 합계 |
| 1989-90   | 인테르나치오날레    | 세리에 A     | 31   | 13   | 4              | 2              |                 |                 | 2          | 0          | 37   | 15   |
| 1990-91   | 인테르나치오날레    | 세리에 A     | 33   | 14   | 4              | 0              |                 |                 | 12         | 3          | 49   | 17   |
| 1991-92   | 인테르나치오날레    | 세리에 A     | 31   | 7    | 5              | 1              |                 |                 | 1          | 0          | 37   | 8    |
| 프랑스    | 프랑스              | 프랑스       | 리그 | 리그 | 쿠프 드 프랑스 | 쿠프 드 프랑스 | 쿠프 드 라 리그 | 쿠프 드 라 리그 | 유럽대항전 | 유럽대항전 | 합계 | 합계 |
| 1992-93   | 모나코              | 디비시옹 1   | 35   | 19   |                |                |                 |                 |            |            |      |      |
| 1993–94   | 모나코              | 디비시옹 1   | 30   | 10   |                |                |                 |                 |            |            |      |      |
| 잉글랜드  | 잉글랜드            | 잉글랜드     | 리그 | 리그 | FA컵           | FA컵           | 풋볼 리그 컵    | 풋볼 리그 컵    | 유럽대항전 | 유럽대항전 | 합계 | 합계 |
| 1994–95   | 토트넘 홋스퍼       | 프리미어리그 | 41   | 21   | 6              | 5              | 3               | 4               |            |            | 50   | 30   |
| 독일      | 독일                | 독일         | 리그 | 리그 | DFB-포칼       | DFB-포칼       | DFB-리가포칼    | DFB-리가포칼    | 유럽대항전 | 유럽대항전 | 합계 | 합계 |
| 1995–96   | 바이에른 뮌헨       | 분데스리가   | 32   | 16   | 1              | 0              | -               | -               | 12         | 15         | 45   | 31   |
| 1996–97   | 바이에른 뮌헨       | 분데스리가   | 33   | 15   | 4              | 2              | -               | -               | 2          | 0          | 39   | 17   |
| 이탈리아  | 이탈리아            | 이탈리아     | 리그 | 리그 | 코파 이탈리아  | 코파 이탈리아  | 리그컵          | 리그컵          | 유럽대항전 | 유럽대항전 | 합계 | 합계 |
| 1997–98   | 삼프도리아          | 세리에 A     | 8    | 2    |                |                |                 |                 |            |            |      |      |
| 잉글랜드  | 잉글랜드            | 잉글랜드     | 리그 | 리그 | FA컵           | FA컵           | 풋볼 리그 컵    | 풋볼 리그 컵    | 유럽대항전 | 유럽대항전 | 합계 | 합계 |
| 1997–98   | 토트넘 홋스퍼       | 프리미어리그 | 15   | 9    |                |                |                 |                 |            |            |      |      |
| 합계      | 독일                | 독일         | 282  | 132  |                |                |                 |                 |            |            |      |      |
| 합계      | 이탈리아            | 이탈리아     | 103  | 36   |                |                |                 |                 |            |            |      |      |
| 합계      | 프랑스              | 프랑스       | 65   | 29   |                |                |                 |                 |            |            |      |      |
| 합계      | 잉글랜드            | 잉글랜드     | 56   | 30   |                |                |                 |                 |            |            |      |      |
| 경력 합계 | 경력 합계           | 경력 합계    | 506  | 227  |                |                |                 |                 |            |            |      |      |

### 국가대표팀 기록
| 독일 축구 국가대표팀 | 독일 축구 국가대표팀 | 독일 축구 국가대표팀 |
| 연도                 | 출장                 | 골                   |
| -------------------- | -------------------- | -------------------- |
| 1987                 | 2                    | 0                    |
| 1988                 | 8                    | 2                    |
| 1989                 | 4                    | 1                    |
| 1990                 | 15                   | 6                    |
| 1991                 | 4                    | 0                    |
| 1992                 | 13                   | 2                    |
| 1993                 | 10                   | 6                    |
| 1994                 | 14                   | 11                   |
| 1995                 | 9                    | 6                    |
| 1996                 | 14                   | 7                    |
| 1997                 | 7                    | 2                    |
| 1998                 | 8                    | 4                    |
| 합계                 | 108                  | 47                   |

### 국가대표팀 득점 상세 기록
| 국가대표팀 득점 상세 기록 | 국가대표팀 득점 상세 기록 | 국가대표팀 득점 상세 기록                 | 국가대표팀 득점 상세 기록 | 국가대표팀 득점 상세 기록 | 국가대표팀 득점 상세 기록 | 국가대표팀 득점 상세 기록 |
| #                         | 날짜                      | 경기장                                    | 상대                      | 점수                      | 최종결과                  | 대회                      |
| ------------------------- | ------------------------- | ----------------------------------------- | ------------------------- | ------------------------- | ------------------------- | ------------------------- |
| 1.                        | 1988년 4월 27일           | 프리츠 발터 슈타디온, 카이저슬라우테른    | 스위스                    | 1–0                       | 1–0                       | 친선경기                  |
| 2.                        | 1988년 6월 14일           | 파르크슈타디온, 겔젠키르헨                | 덴마크                    | 1–0                       | 2–0                       | UEFA 유로 1988            |
| 3.                        | 1989년 10월 4일           | 베스트팔렌슈타디온, 도르트문트            | 핀란드                    | 3–0                       | 6–1                       | 1990년 FIFA 월드컵 예선   |
| 4.                        | 1990년 4월 25일           | 네카어슈타디온, 슈투트가르트              | 우루과이                  | 3–2                       | 3–3                       | 친선경기                  |
| 5.                        | 1990년 6월 10일           | 스타디오 주세페 메아차, 밀라노            | 유고슬라비아              | 2–0                       | 4–1                       | 1990년 FIFA 월드컵        |
| 6.                        | 1990년 6월 15일           | 스타디오 주세페 메아차, 밀라노            | 아랍에미리트              | 2–0                       | 5–1                       | 1990년 FIFA 월드컵        |
| 7.                        | 1990년 6월 24일           | 스타디오 주세페 메아차, 밀라노            | 네덜란드                  | 1–0                       | 2–1                       | 1990년 FIFA 월드컵        |
| 8.                        | 1990년 10월 10일          | 로순다 스타디온, 스톡홀름                 | 스웨덴                    | 1–0                       | 3–1                       | 친선경기                  |
| 9.                        | 1990년 10월 31일          | 스타드 요지 바르텔, 룩셈부르크            | 룩셈부르크                | 1–0                       | 3–2                       | UEFA 유로 1992 예선       |
| 10.                       | 1992년 6월 18일           | 울레비, 예테보리                          | 네덜란드                  | 1–2                       | 1–3                       | UEFA 유로 1992            |
| 11.                       | 1992년 12월 20일          | 에스타디오 센테나리오, 몬테비데오         | 우루과이                  | 4–0                       | 4–1                       | 친선경기                  |
| 12.                       | 1993년 4월 14일           | 루르슈타디온, 보훔                        | 가나                      | 3–1                       | 6–1                       | 친선경기                  |
| 13.                       | 1993년 4월 14일           | 루르슈타디온, 보훔                        | 가나                      | 5–1                       | 6–1                       | 친선경기                  |
| 14.                       | 1993년 6월 10일           | 로버트 F. 케네디 기념 경기장, 워싱턴 D.C. | 브라질                    | 1–3                       | 3–3                       | US컵                      |
| 15.                       | 1993년 6월 10일           | 로버트 F. 케네디 기념 경기장, 워싱턴 D.C. | 브라질                    | 3–3                       | 3–3                       | US컵                      |
| 16.                       | 1993년 6월 13일           | 솔저 필드, 시카고                         | 미국                      | 1–0                       | 4–3                       | US컵                      |
| 17.                       | 1993년 6월 19일           | 실버돔, 폰티액                            | 잉글랜드                  | 2–1                       | 2–1                       | US컵                      |
| 18.                       | 1994년 3월 23일           | 고틀리브-다임러-슈타디온, 슈투트가르트    | 이탈리아                  | 1–1                       | 2–1                       | 친선경기                  |
| 19.                       | 1994년 3월 23일           | 고틀리브-다임러-슈타디온, 슈투트가르트    | 이탈리아                  | 2–1                       | 2–1                       | 친선경기                  |
| 20.                       | 1994년 6월 2일            | 에른스트 하펠 슈타디온, 빈                | 오스트리아                | 3–0                       | 5–1                       | 친선경기                  |
| 21.                       | 1994년 6월 17일           | 솔저 필드, 시카고                         | 볼리비아                  | 1–0                       | 1–0                       | 1994년 FIFA 월드컵        |
| 22.                       | 1994년 6월 21일           | 솔저 필드, 시카고                         | 스페인                    | 1–1                       | 1–1                       | 1994년 FIFA 월드컵        |
| 23.                       | 1994년 6월 27일           | 코튼볼, 댈러스                            | 대한민국                  | 1–0                       | 3–2                       | 1994년 FIFA 월드컵        |
| 24.                       | 1994년 6월 27일           | 코튼볼, 댈러스                            | 대한민국                  | 3–0                       | 3–2                       | 1994년 FIFA 월드컵        |
| 25.                       | 1994년 7월 2일            | 솔저 필드, 시카고                         | 벨기에                    | 2–1                       | 3–2                       | 1994년 FIFA 월드컵        |
| 26.                       | 1994년 11월 16일          | 셀만 스테르마시 경기장, 티라나            | 알바니아                  | 1–0                       | 2–1                       | UEFA 유로 1996 예선       |
| 27.                       | 1994년 12월 14일          | 키시너우                                  | 몰도바                    | 2–0                       | 3–0                       | UEFA 유로 1996 예선       |
| 28.                       | 1994년 12월 18일          | 프리츠 발터 슈타디온, 카이저슬라우테른    | 알바니아                  | 2–0                       | 2–1                       | UEFA 유로 1996 예선       |
| 29.                       | 1995년 3월 29일           | 보리스 파이차드체 경기장, 트빌리시        | 조지아                    | 1–0                       | 2–0                       | UEFA 유로 1996 예선       |
| 30.                       | 1995년 3월 29일           | 보리스 파이차드체 경기장, 트빌리시        | 조지아                    | 2–0                       | 2–0                       | UEFA 유로 1996 예선       |
| 31.                       | 1995년 6월 7일            | 바실 레프스키 국립 경기장, 소피아         | 불가리아                  | 1–0                       | 2–3                       | UEFA 유로 1996 예선       |
| 32.                       | 1995년 10월 11일          | 카디프 암즈 파크, 카디프                  | 웨일스                    | 2–1                       | 2–1                       | UEFA 유로 1996 예선       |
| 33.                       | 1995년 11월 15일          | 베를린 올림픽 경기장, 베를린              | 불가리아                  | 1–1                       | 3–1                       | UEFA 유로 1996 예선       |
| 34.                       | 1995년 11월 15일          | 베를린 올림픽 경기장, 베를린              | 불가리아                  | 3–1                       | 3–1                       | UEFA 유로 1996 예선       |
| 35.                       | 1996년 4월 24일           | 스타디온 페예노르트, 로테르담             | 네덜란드                  | 1–0                       | 1–0                       | 친선경기                  |
| 36.                       | 1996년 6월 4일            | 카를-벤츠-슈타디온, 만하임                | 리히텐슈타인              | 8–1                       | 9–1                       | 친선경기                  |
| 37.                       | 1996년 6월 16일           | 올드 트래퍼드, 맨체스터                   | 러시아                    | 2–0                       | 3–0                       | UEFA 유로 1996            |
| 38.                       | 1996년 6월 16일           | 올드 트래퍼드, 맨체스터                   | 러시아                    | 3–0                       | 3–0                       | UEFA 유로 1996            |
| 39.                       | 1996년 6월 23일           | 올드 트래퍼드, 맨체스터                   | 크로아티아                | 1–0                       | 2–1                       | UEFA 유로 1996            |
| 40.                       | 1996년 9월 4일            | 에네스트 폴 경기장, 자브제                | 폴란드                    | 2–0                       | 2–0                       | 친선경기                  |
| 41.                       | 1996년 10월 9일           | 흐라즈단 경기장, 예레반                   | 아르메니아                | 2–0                       | 5–1                       | 1998년 FIFA 월드컵 예선   |
| 42.                       | 1997년 9월 10일           | 베스트팔렌슈타디온, 도르트문트            | 아르메니아                | 1–0                       | 4–0                       | 1998년 FIFA 월드컵 예선   |
| 43.                       | 1997년 9월 10일           | 베스트팔렌슈타디온, 도르트문트            | 아르메니아                | 2–0                       | 4–0                       | 1998년 FIFA 월드컵 예선   |
| 44.                       | 1998년 6월 5일            | 카를-벤츠-슈타디온, 만하임                | 룩셈부르크                | 2–0                       | 7–0                       | 친선경기                  |
| 45.                       | 1998년 6월 15일           | 파르크 데 프랭스, 파리                    | 미국                      | 2–0                       | 2–0                       | 1998년 FIFA 월드컵        |
| 46.                       | 1998년 6월 25일           | 스타드 드 라 모송, 몽펠리에               | 이란                      | 2–0                       | 2–0                       | 1998년 FIFA 월드컵        |
| 47.                       | 1998년 6월 29일           | 스타드 드 라 모송, 몽펠리에               | 멕시코                    | 1–1                       | 2–1                       | 1998년 FIFA 월드컵        |

### 감독 기록
| 팀                   | 취임   | 해임   | 대회       | 기록     | 기록 | 기록 | 기록 | 기록   |
| 전                   | 승     | 무     | 패         | 승률 (%) |      |      |      |        |
| -------------------- | ------ | ------ | ---------- | -------- | ---- | ---- | ---- | ------ |
| 독일 축구 국가대표팀 | 2004년 | 2006년 |            |          |      |      |      |        |
| 독일 축구 국가대표팀 | 2004년 | 2006년 | 친선경기   | 22       | 12   | 6    | 4    | 68.18% |
| 독일 축구 국가대표팀 | 2004년 | 2006년 | 국가대항전 | 12       | 8    | 2    | 2    | 75.00% |
| 독일 축구 국가대표팀 | 2004년 | 2006년 | 합계       | 34       | 20   | 8    | 6    | 70.59% |
| 바이에른 뮌헨        | 2008년 | 2009년 |            |          |      |      |      |        |
| 바이에른 뮌헨        | 2008년 | 2009년 | 분데스리가 | 29       | 16   | 6    | 7    | 65.52% |
| 바이에른 뮌헨        | 2008년 | 2009년 | DFB-포칼   | 4        | 3    | 0    | 1    | 75.00% |
| 바이에른 뮌헨        | 2008년 | 2009년 | 유럽대항전 | 10       | 6    | 3    | 1    | 75.00% |
| 바이에른 뮌헨        | 2008년 | 2009년 | 합계       | 43       | 25   | 9    | 9    | 68.60% |
| 미국 축구 국가대표팀 | 2011년 | 현재   |            |          |      |      |      |        |
| 미국 축구 국가대표팀 | 2011년 | 현재   | 친선경기   | 10       | 5    | 1    | 4    | 55.00% |
| 미국 축구 국가대표팀 | 2011년 | 현재   | 국가대항전 | 0        | 0    | 0    | 0    | 0%     |
| 미국 축구 국가대표팀 | 2011년 | 현재   | 합계       | 10       | 5    | 1    | 4    | 55.00% |
| 합산                 | 합산   | 합산   | 합계       | 87       | 50   | 18   | 19   | 67.82% |

## 수상 내역

### 선수

#### 인테르나치오날레
- UEFA컵: 1990-91

#### 바이에른 뮌헨
- 분데스리가: 1996–97
- UEFA컵: 1995-96

#### 독일
- 하계 올림픽 축구 : 동메달 (1988)
- UEFA 유로 : 우승 (1996), 준우승 (1992)
- FIFA 월드컵 : 우승 (1990)
- US컵[54] : 1993

#### 개인
- 발롱도르 : 2위 (1995)
- FIFA 올해의 선수 : 3위 (1995)
- 분데스리가 득점왕 : 1987-88
- UEFA컵 득점왕 : 1995-96
- FWA 올해의 선수 : 1994-95
- PFA 올해의 팀 : 1994-95
- UEFA 유로 대회 베스트 : 1996
- FIFA 월드컵 실버슈 : 1990
- FIFA 월드컵 올스타팀 : 1990
- ESM 올해의 팀[55] : 1994-95
- FIFA XI : 1996, 1999
- FIFA 100 : 2004[56]
- 독일 올해의 축구 선수 : 1988, 1994
- 독일 올해의 골 : 1987
- 토트넘 올해의 선수 : 1994
- 키커 분데스리가 올해의 팀[57] : 1987-88
- 키커 랑리스테 - WK 7회, IK 9회

#### 발롱도르
- 1988 - 8
- 1989 - 8
- 1990 - 6
- 1994 - 6
- 1995 - 2
- 1996 - 5

#### FIFA 올해의 선수[58]
- 1992 - 9
- 1994 - 9
- 1995 - 3
- 1996 - 5

### 감독

#### 독일
- FIFA 컨페더레이션스컵 : 3위 (2005)
- FIFA 월드컵 : 3위 (2006)

#### 미국
- CONCACAF 골드컵 : 우승 (2013), 준우승 (2015)

#### 개인
- 독일 올해의 감독상 : 2006
- 북중미 올해의 감독상 : 2013

## 개인사

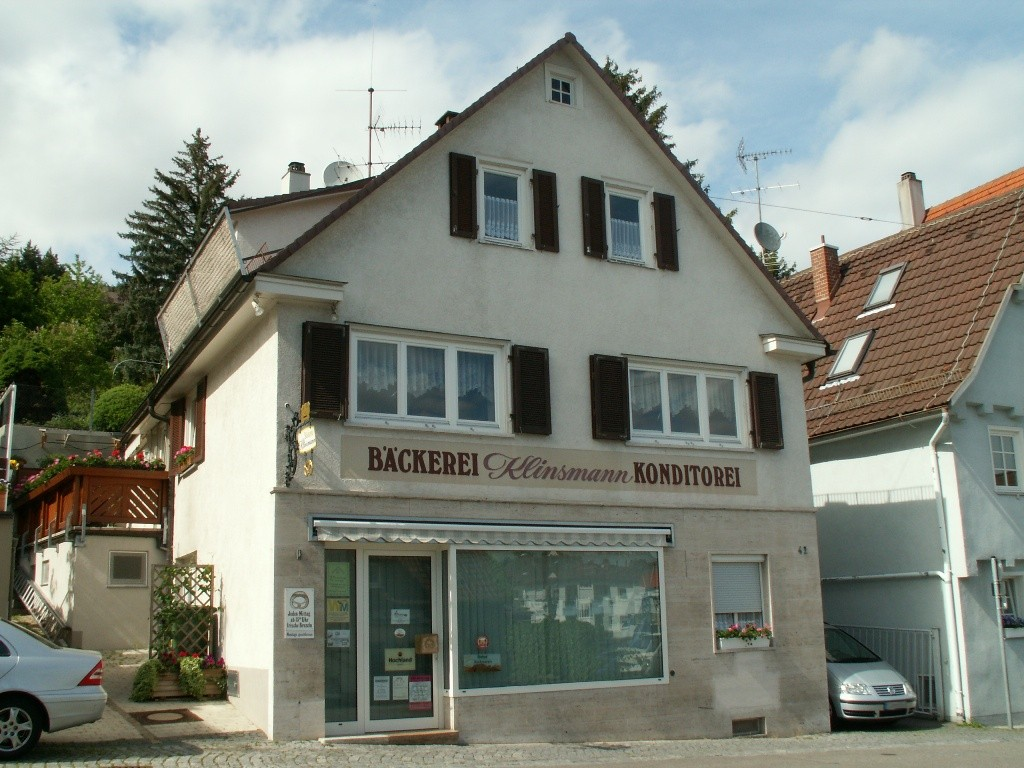
슈투트가르트 보트낭 (Botnang) 구의 클린스만 제과점

클린스만 가는 슈투트가르트 보트낭 구에 제과점을 운영하고 있고, 클린스만은 흔히 "보트낭 제빵사의 아들"로 불리기도 한다. 위르겐 클린스만 본인 또한 제빵사 자격증을 취득한 상태이다.
그는 배우로 활동하던 중국계 미국인 데비 친과 결혼한 후 미국으로 이주했으며 미국 국적을 취득했다. 클린스만 부부는 캘리포니아주의 헌팅턴비치에 거주하고 있으며 슬하에 아들 조너선 클린스만(1997년생)과 딸 라일라 클린스만(2001년생)을 두고 있다.

## 방송인 경력
클린스만은 스튜디오 분석가로 뤼트 휠릿, 스티브 맥마나만, 알렉시 랄라스, 그리고 마틴 타일러와 더불어 2010년 FIFA 월드컵 당시 ESPN의 영어방송에서 분석을 담당하였다. 그는 독일 RTL에서도 2010년 월드컵의 9경기를 공동 중계하기도 하였다.

## 사회 봉사 활동
1995년, 클린스만은 그의 가까운 동료와 더불어 "아가페디아" (Agapedia) 라는 그리스어로 "아이에 대한 사랑"이라는 자선사업을 시작하였다. 현재 아가페디아 프로젝트는 독일, 불가리아, 몰도바, 그리고 루마니아에서 진행된다. 1997년, 클린스만은 독일 축구 국가대표팀의 주장으로 베르티 포크츠 국가대표팀 감독과 함께 이스라엘의 야드 바솀에 있는 홀로코스트 기념비를 방문하였다. 이 방문은 전 세계적인 주목을 받았다. 클린스만은 "미래를 위한 배움" (Für die Zukunft lernen)의 보드 멤버이며, 젊은이들의 홀로코스트 교육에 관심을 가지고 있다. 1999년 5월, 클린스만은 그의 고별 경기에서 어린이 자선단체에 $1M 이상을 기부하였다. 이 경기는 슈투트가르트의 메르세데스-벤츠 아레나에서 진행되었는데 54,000명의 팬들에게 매진되었다. 브라이언 애덤스, 보리스 베커와 같은 유명 인사도 이 행사에 참가하였다.

## 같이 보기
- A매치 100경기 이상 출전한 축구 선수 명단